# Peljidiyn Genden
Peljidiyn Genden (1892 - 26 novembre 1937) est un homme politique mongol. il fut premier ministre de la République populaire mongole du 2 juillet 1932 au 2 mars 1936.

## Biographie
Genden est membre de la faction du Parti révolutionnaire du peuple mongol, le parti unique mongol de 1924 à 1990, qui souhaite éloigner la Mongolie de l'emprise de l'Union des républiques socialistes soviétiques et du Parti communiste de l'Union soviétique (PCUS). Genden devient Premier ministre de Mongolie le 2 juillet 1932. En 1935, Genden rencontre Staline mais dénonce l' « impérialisme rouge » pratiqué par l'URSS en Mongolie. Genden s'oppose à l'exécution des moines bouddhistes voulue par Staline ainsi qu'au stationnement de troupes soviétiques sur le territoire mongol.
Genden va apprendre à connaître le premier secrétaire du PCUS : Staline convoque une session du PRPM à Oulan-Bator qui démet Genden de ses fonctions le 2 mars 1936. Il est remplacé à la tête du parti par Horloogiyn Choibalsan, le chef de la faction stalinienne du PRPM. Genden est ensuite assigné à résidence, puis transporté à Moscou pour être finalement exécuté le 26 novembre 1937.
Peljidiin Genden est né en 1892 ou 1895 (selon différentes sources) dans le district de Khujirt, situé dans la province de Övörkhanga, en Mongolie centrale. Il intègre la Ligue des Jeunes Mongoles Révolutionnaires dès 1922 et assure la direction par intérim de son lieu natal à partir de l'année suivante. En novembre 1924, il assiste à la toute première session du Grand Khural de Mongolie au titre de représentant de Övörkhangai. Son franc-parler lui permet d'être remarqué par le premier ministre Balingiin Tserendorj qui va l'aider à se faire élire président de l'Assemblée de l'État du Petit Khural. En fait, il s'agit de l'Assemblée qui gère et contrôle les affaires quotidiennes de l'État. Genden assume son nouveau rôle d'homme d'État avec assurance et efficacité du 29 novembre 1924 jusqu'au 15 novembre 1927 alors qu'il siège parallèlement au Bureau central de l'Union Commerciale Mongole.

### La déviance de la gauche
Du 11 décembre 1928 au 30 juin 1932, Genden ainsi que Ölziin Badrakh et Bat-Ochiryn Eldev-Ochir, assument le rôle de secrétaires du Comité central du Parti du peuple mongol. Ensemble ils vont très rapidement favoriser la mise en place d’une politique économique socialiste radicale. Cela passe notamment par plusieurs nationalisations, l’abolition du droit à la création d’entreprises privées et la fermeture des monastères ainsi que la confiscation des biens religieux. Cette politique s’est avérée désastreuse car les éleveurs traditionnels ont été forcés de quitter les steppes pour des fermes collectives mal gérées ce qui a provoqué la destruction d'environ un tiers des stocks de vivres du pays. On compte aussi plus de 800 propriétés appartenant à la noblesse ou à l'Église Bouddhiste confisquées et plus de 700 exécutions de nobles. Par conséquent, entre 1930 et 1932, des prises d’armes ont lieu dans plusieurs provinces du pays. Moscou réagit et ordonne la suspension de cette politique radicale qu’il caractérise de « déviance de la gauche » émanant du gouvernement mongol. En mai 1932, la plupart des dirigeants du parti, dont Badrah, Shijee et le premier ministre Tsengeltiin Jigjidjav, sont écartés de la gouvernance pour « tentative prématurée » de mise en place d’une politique socialiste.